# Wibautstraat (Zaandam)
De Wibautstraat is een belangrijke straat in de Bomenbuurt in de Noord-Hollandse stad Zaandam. De straat maakt deel uit van de doorgaande route S155 en ligt in het verlengde van de Kepplerstraat. De straat begint even voor de Hanenpadsloot en kruist onder meer de P.J. Troelstralaan en de Thorbeckeweg/Drs. J.M. den Uylweg. Hierna loopt de straat verder als bestemmingsstraat door het Vijfhoekpark en eindigt op de Noorder IJ en Zeedijk. 
De straat is vernoemd naar Floor Wibaut, net als alle andere doorgaande wegen in deze buurt is de straat vernoemd naar een oud politicus, dit in tegenstelling tot de kleinere straten die naar bomen zijn vernoemd.
Op een aantal plaatsen kent de straat een ventweg. Langs de straat bevinden zich voornamelijk sociale huurwoningen maar ook koopwoningen, voornamelijk middelhoogbouw.  Aan het Vijfhoekpark staan aan de weg een crematorium met uitvaartcentrum en een hotel.
Tot de komst van de Dr. J.M. den Uylbrug in 1990 moest al het doorgaande verkeer in zuidoostelijke richting dat de stad wilde verlaten door de Wibautstraat. Waar nu de Drs. J.M. den Uylweg ligt bevond zich een grasland met daarop een IJsbaan.   

## Viaduct
Op 17 september 1965 kwam er over de P.J. Troelstralaan een viaduct in gebruik in aansluiting op de Thorbeckeweg en kon de straat ongelijkvloers worden gekruist. Dit viaduct lag in het midden van de straat en naast het viaduct bleef aan beide zijde een ventweg liggen. Dit viaduct was echter zo laag dat de bussen van de Enhabo, de toenmalige vervoerder, maar bijvoorbeeld ook vrachtwagens en brandweerwagens er niet onderdoor konden rijden en pas aan het eind van het viaduct naar de andere rijbaan konden oversteken.    
Bij de reconstructie van de straat na de ingebruikname van de Drs. J.M. den Uylweg en de sloop en nieuwbouw van woningen rond het viaduct werd het viaduct na nog geen dertig jaar weer afgebroken.

## Openbaar vervoer
EBS streekbuslijn 111 en R-netlijn 391 rijden door de gehele lengte van de straat.